# Michael Francis Egan
Michael Francis Egan (26. září 1761 – 22. července 1814) byl františkánský mnich a první biskup filadelfský (1808–1814). Na řádového kněze byl vysvěcen v roce 1785.
| 1. biskup filadelfský | 1. biskup filadelfský          | 1. biskup filadelfský   |
| --------------------- | ------------------------------ | ----------------------- |
| Předchůdce: -         | 1808–1814 Michael Francis Egan | Nástupce: Henry Conwell |